# 廖謹
廖謹（?—?），字愼初，以字行，廣東承宣布政使司廣州府南海（今廣東省廣州市）人，明朝政治人物。
當時解縉出任交趾參議，與廖謹巧遇，兩人相談極好。后他以明經擧為四會訓導，陞南安敎授，致仕去世。